# Andreas Erlandsson
Roland Andreas Erlandsson, född 10 september 1976 i Högsby församling i Kalmar län, är en svensk socialdemokratisk politiker. Sedan första januari 2018 är han kommunalråd tillika kommunstyrelsens ordförande i Oskarshamns kommun. Under sin första period utgjorde Socialdemokraterna, Vänsterpartiet, Centerpartiet och Miljöpartiet majoriteten i kommunfullmäktige. Sedan valet 2018 leder han en konstellation bestående av Socialdemokraterna och Moderaterna.
Han var under åren 2009-2017 ordförande i socialnämnden.
Han är också ordförande för Kommunförbundet i Kalmar län sedan 1 januari 2021.